# Đ (буква сербохорватского алфавита)
Đ, đ (D со штрихом) — буква расширенной латиницы. Первоначально использовалась в средневековой латыни для обозначения сокращений, содержащих «д», например scđo для обозначения secundo.
Приобрела статус буквы в 1830 году, войдя в состав «гаевицы» (хорватского и латинского сербского алфавита), где является аналогом кириллической буквы Ђ/ђ, произносится как мягкое звукосочетание ДЖ (ДьЖь).
Кроме того, используется в водском алфавите, где обозначает звук [dʲ], северносаамском алфавите для обозначения звука [ð] и во вьетнамском алфавите, где обозначает звук [d] (в отличие от «традиционной» D/d, обозначающей звук [z]).
В период с 1929 по 1939 год символ использовался в латинизированном алфавите башкирского языка для обозначения звука [ð], где у буквы была заглавная форма . С 1939 года с принятием алфавита на основе кириллицы для обозначения звука [ð] был введён новый знак Ҙ.
При использовании латиницы в некоторых языках группы манде (бамана, дьюла и др.), распространённых в Западной Африке, символ đ служит для краткого представления денежной единицы дороми.